# Derrick Norman Lehmer
Derrick Norman Lehmer   (Somerset, 27 de juliol de 1867 - Berkeley, 8 de setembre de 1938) va ser un matemàtic nord-americà, professor de la universitat de Berkeley i que també va ser compositor i poeta.

## Vida i obra
Lehmer va estudiar a la universitat de Nebraska en la qual es va graduar el 1893 i va obtenir el master el 1896. A continuació va ser professor de l'acadèmia militar Worthington, mentre continuava els seus estudis de doctorat que va obtenir el 1900 a la universitat de Chicago sota la direcció d'Eliakim Hastings Moore.
El mateix any 1900, es va casar i va ser nomenat professor de la universitat de Califòrnia a Berkeley, en la qual va fer la resta de la seva carrera acadèmica fins al 1937 en que es va jubilar. Va ser pare de Derrick Henry Lehmer i sogre d'Emma Lehmer, també matemàtics prestigiosos.
El seu camp principal de recerca va ser l'anàlisi numèrica, publicant unes molt utilitzades taules de factors primers (1909) i de nombres primers fins a 10.006.721 (1914). A més d'un llibre de text sobre geometria projectiva (1917), va publicar una trentena d'articles de matemàtiques.

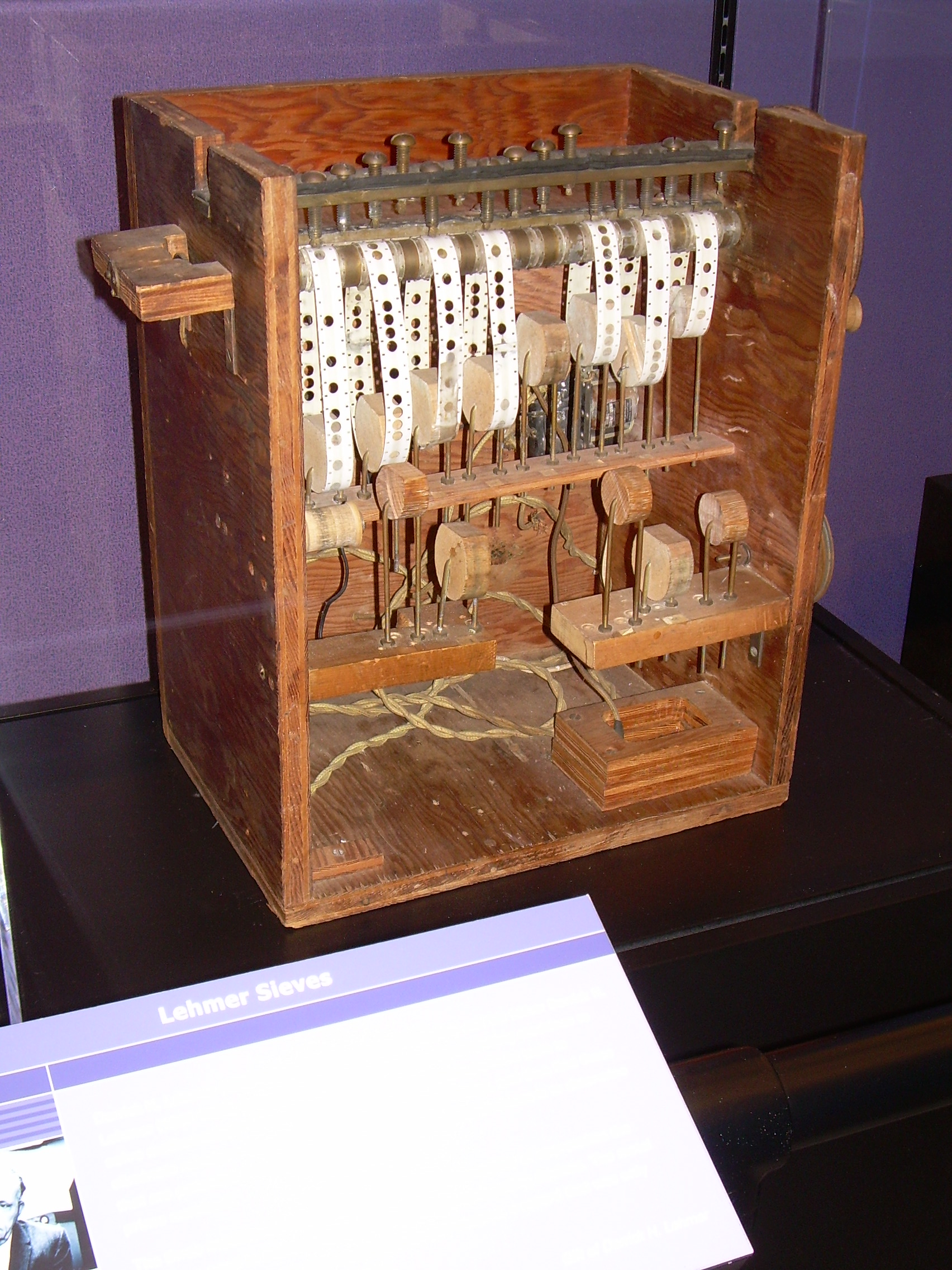
Tamís de Lehmer (1937) construït amb l'ajuda del seu fill Derrick Henry Lehmer

 Potser el seu treball més conegut, fet en col·laboració amb el seu fill, va ser la màquina per computar factors primers amb targetes perforades, que va anomenar estèncils (en anglès stencil) i que són un antecedent de les targetes perforades que IBM desenvoluparia anys després.
Els interessos de Lehmer no s'acabaven amb les matemàtiques; també va ser un poeta i músic destacable. Com poeta, va publicar diversos poemes a la revista literària Poetry, entre els quals el més popular va ser The Ballad of Fightery Dick (1930). Com músic, es va interessar per la música nativa americana, escrivint diversos articles sobre aquest tema a la revista American Anthropologist. També va compondre nombroses cançons i dues òperes: The Harvest i The Necklace of the Sun, basades en temes musicals indis i estrenades en els anys 30's.